# Fornelli
Fornelli là một đô thị ở tỉnh Isernia trong vùng Molise, có cự ly khoảng 45 km về phía tây của Campobasso và khoảng 8 km về phía tây của Isernia. Tại thời điểm ngày 31 tháng 12 năm 2004, đô thị này có dân số 2.003 và diện tích là 23,1 km².
Fornelli giáp các đô thị: Cerro al Volturno, Colli a Volturno, Forlì del Sannio, Isernia, Macchia d'Isernia.